# Улица Сетас (Рига)
Улица Се́тас (латыш. Sētas iela — в переводе «Заборная») — улица в Курземском районе города Риги, в историческом районе Агенскалнс. Пролегает в южном направлении от улицы Калнциема до улицы Межа, продолжаясь далее как улица Нометню. С другими улицами не пересекается.
Общая длина улицы Сетас составляет 158 метров, улица полностью асфальтирована. Сквозной проезд перекрыт, почти на всём протяжении улица Сетас представляет собой пешеходную зону.

## История
Улица является одной из старейших в левобережной части Риги, она показана уже на плане 1803 года.
Впервые упоминается в списке рижских улиц в 1861 году под своим нынешним названием (рус. Заборная улица, нем. Zaunstrasse), которое никогда не изменялось.
До конца XIX века на улице Сетас располагался местный рынок, который в 1895 году было решено перенести на нынешнее место. Старый рынок располагался рядом с питейным заведением, известным под немецким названием Zaun Krug. Существует предположение, что название кабака происходило не от названия улицы (Zaunstrasse), а от фамилии его владельца-латыша Цауне, которая и дала название улице, впоследствии ошибочно переведённое с немецкого.
С 1960-х годов улица оказалась окружена корпусами училища гражданской авиации. В 1967 году её закрыли для общего пользования, а в 1979 ликвидировали и само название улицы. Улица и её название были восстановлены в 2001 году.

## Застройка

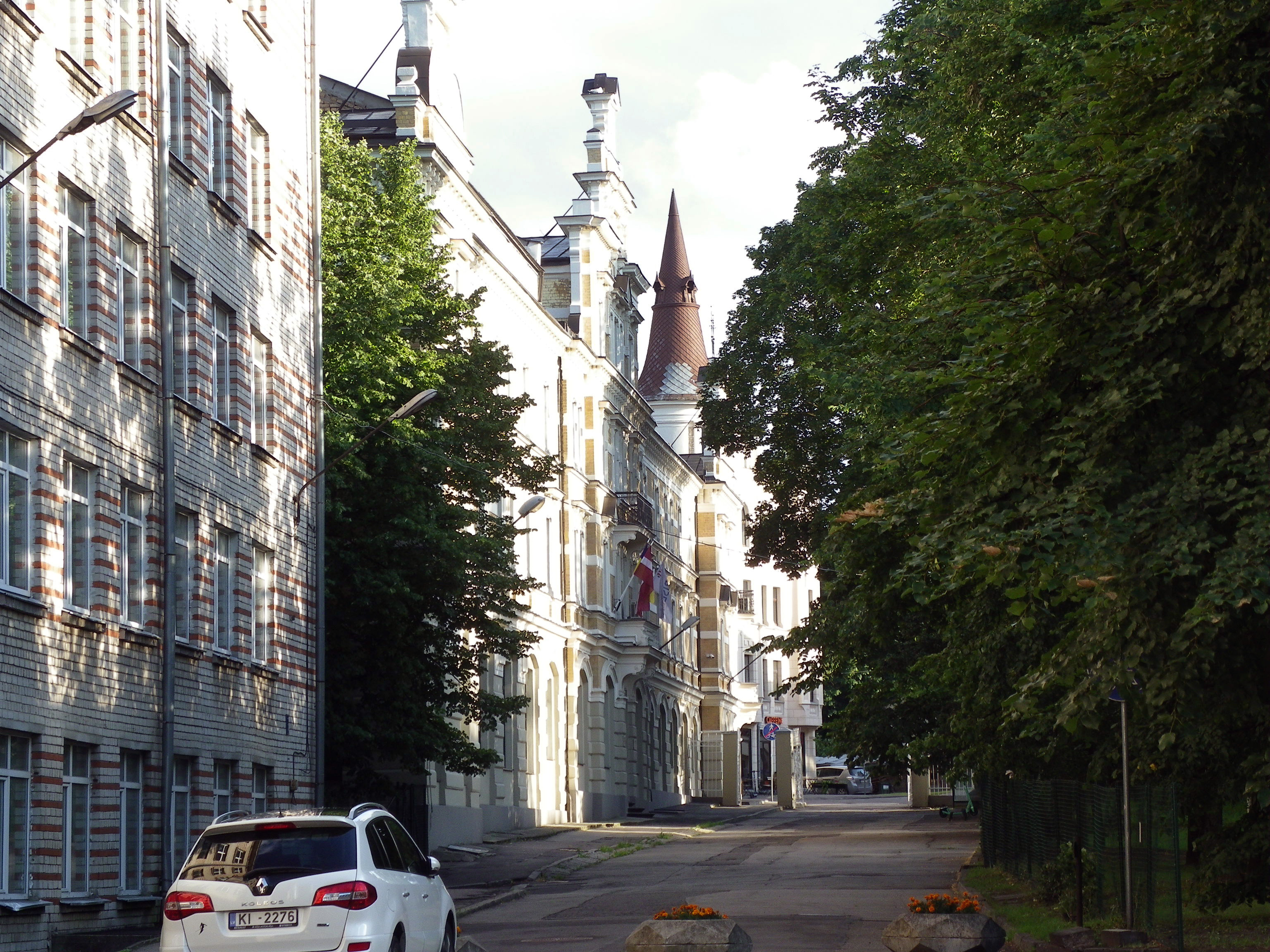
Вид от улицы Калнциема

- Дом № 1 — корпус Рижского технического университета (РТУ)[7]. Построен в 1963 году как новый учебный корпус Рижского лётно-технического училища гражданской авиации.
- Дом № 3 (составляет единое целое с домом № 3 по ул. Межа) — корпус РТУ и RISEBA. Построен в 1896-1897 гг. (архитектор Альфред Ашенкампф) как торговый дом Ганскиневича, известный также как Агенскалнский торговый дом (латыш. Āgenskalna tirdzniecības nams, нем. Hagensberger Kaufhaus)[8]; с 1945 года используется как учебный корпус.
- Застройка чётной стороны улицы Сетас в настоящее время отсутствует.